# کورت اچ. دیباس
کورت اچ. دیباس (آلمانی: Kurt H. Debus؛ زاده ۲۹ نوامبر ۱۹۰۸ – درگذشته ۱۰ اکتبر ۱۹۸۳) یک فیزیک‌دان و مهندس هوافضا، اهل آلمان و عضو سابق اس‌اس و اولین رئیس پایگاه فضایی کندی بود. کورت اچ دبوس سازمان دهندهٔ طراحی، توسعه، ساخت و بهره‌برداری از تجهیزات مرکز ناسا برای پرتاب موشکهای خانواده ساترن در دماغه کاناورال و یک پایگاه دیگر ناسا، در نزدیکی جزیره مریت، فلوریدا بود. در دوره مدیریت او ناسا ۱۵۰ موشک نظامی از جمله ۱۳ موشک Saturn V را به‌عنوان بخشی از برنامه فضایی آپولو، به فضا پرتاب کرد.

## زندگی‌نامه

### آلمان
کورت اچ دبوس در ۱۹۰۸ در فرانکفورت، امپراتوری آلمان بدنیا آمد. در دانشگاه فنی دارمشتات در دوران بین دو جنگ جهانی تحصیل کرده و به‌عنوان مهندس برق اولین دوره تحصیلات تخصصی خود را پایان برد. سپس همزمان با ادامه تحصیل در مقطع کارشناسی ارشد، به عنوان دستیار، در امور  مهندسی فشارقوی برق خدمت کرد. سال ۱۹۳۹ میلادی دکترای مهندسی خود را با تحویل پایان‌نامه ای با عنوان «نظریه امواج برق با ولتاژ بالا» به‌دست آورد. در طول جنگ جهانی دوم، دبوس عضو حزب نازی بود و در سال ۱۹۳۳ به نیروی‌های بسیج اس‌آ و در سال ۱۹۴۰ به نیروهای رسمی اس اس پیوست.
کورت اچ دبوس توسط هیتلر به‌عنوان مدیر پرواز موشکهای «و-V» معروف به سلاح انتقام منصوب شد. او به‌طور فعال در برنامه مطالعاتی تکامل موشک V-2 در پنمونده شرکت داشت. او از مسئولان آزمایش موشکهای V- 2 در پنمونده بود. بعد از پایان جنگ و شکست آلمان هیتلری
در روز ۲ ماه مه سال ۱۹۴۴ م؛ کورت اچ دبوس همراه با گروه کوچکی از مهندسان برنامه موشکهای V-2 به رهبری برادر ورنر فون براون، در ناحیه شاتوالد در حال جستجوی لشکر پیاده آمریکا بودند که همگی توسط نیروهای آمریکایی بازداشت شدند. در اکتبر ۱۹۴۵ کورت اچ دبوس هم به‌عنوان رابط فنی و هم دیپلماتیک، بین مهندسان موشک آلمان و انگلیس در عملیات Backfire که مربوط به آزمایش موشکهای V-2 بود؛ در یک پایگاه متروکه آلمانی در کوکسهاون همکاری خود را با نیروهای متفقین آغاز کرد.

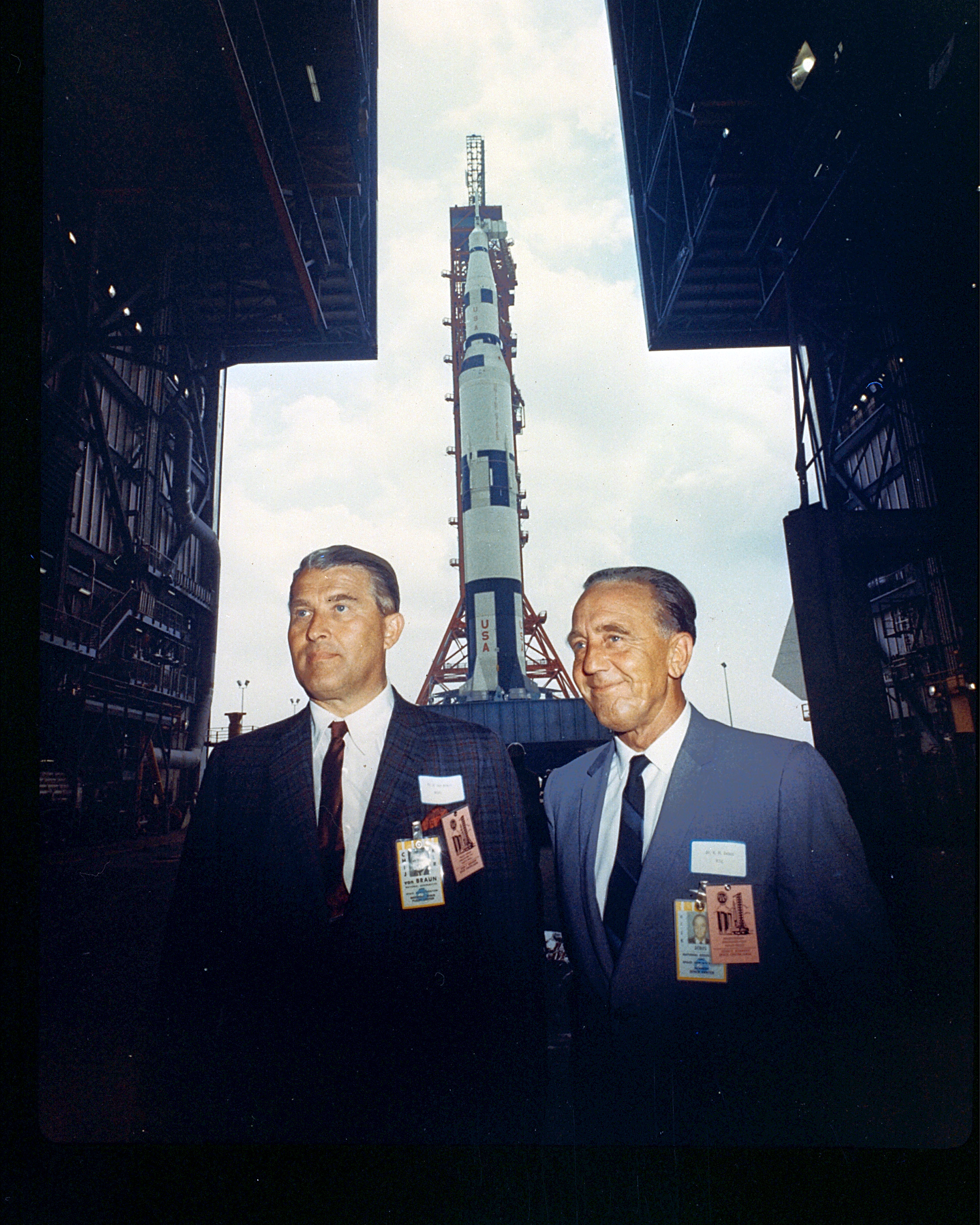
دبوس (سمت راست) و ورنهر فون براون در یک وسایل نقلیه آزمایشی Saturn V، ۱۹۶۶

### ایالات متحده
در اواخر سال ۱۹۴۵ میلادی کورت اچ دبوس به‌عنوان «کارمند ویژه» ارتش آمریکا، مانند دیگر متخصصان موشکی آلمان به فورت بلیس، تگزاس ، منتقل شد. او تا دسامبر ۱۹۴۸ معاون مدیر شعبه هدایت و کنترل بود، یعنی زمانی که به مقام دستیار ورنر فون براون مدیر فنی، در  هانتسویل آلاباما ارتقاء یافت. این زرادخانه بعدها، به کانون اصلی برنامه‌های موشکی و فضایی ارتش آمریکا تبدیل شد. در آغاز، موشکهای بزرگتر، از محدوده موشکی وایت سند در نیومکزیکو پرتاب می‌شدند. اما بعدها پرتاب موشکهای بزرگ به پایگاه نیروی هوایی  کیپ کاناورال منتقل شد. ارتش ایالات متحده  فون براون را به سمت رئیس یک هیئت توسعه منصوب کرد، در حالی که کورت اچ دبوس بر امور مربوط به توسعهٔ شعبهٔ موشکهای هدایت شونده نظارت داشت. اداره مهمات ارتش آمریکا، بعد از ایجاد تغییراتی در آرایش تیم موشکی، پایگاهی بنام مرکز موشکهای هدایت شونده ارتش به‌وجود آورد. در نوامبر۱۹۵۱ فعالیت موشکی ارتش سرعت گرفت و یک برنامه جدید موشکی بنام پی‌جی‌ام-۱۱ رداستون شکل گرفت. کورت اچ دبوس، توسط  فون براون به‌عنوان رئیس این شعبه جدید از برنامه موشکی، انتخاب شد. این شعبه تحت مدیریت کورت اچ دبوس، اولین موشکهای قادر به حمل  کلاهکهای هسته ای را در منطقه اقیانوس آرام مورد آزمایش قرار داد. از سال۱۹۵۲، دبوس بر توسعه و ساخت تأسیسات پرتاب موشک در  کیپ کاناورال در برنامه نظامی جیوپیتر. ث. نظارت داشت. سازمان تحت نظارت کورت اچ دبوس، بعدها از ارتش به ناسا منتقل شد. در سال ۱۹۶۱، توسعه و ساخت تأسیسات پرتاب موشکهای خانواده ساترن در دماغه کاناورال و یک پایگاه دیگر ناسا، در نزدیکی جزیره مریت، فلوریدا به کورت اچ دبوس، سپرده شد. در ۱ ژوئیه ۱۹۶۲ دبوس، رسماً به‌عنوان اولین مدیر این مرکز که بعداً به پایگاه فضایی کندی تغییر نام داد؛ به کار گمارده شد. در اکتبر ۱۹۶۵، وی مسئولیت عملیات پرتاب موشکهای بدون سرنشین ناسا، در رشته کوه‌های شرقی و غربی را عهده‌دار شد. او در این مقام تا سال ۱۹۶۶ یعنی تا تحویل پست به روکو آنتونی پترونه باقی ماند. کورت اچ دبوس در نوامبر ۱۹۷۴ به عنوان مدیر مرکز فضایی کندی KSC بازنشسته شد.

## خانواده
کورت اچ دبوس، در ۳۰ ژوئن ۱۹۳۷ با «ایرمگارد بروکمن» ازدواج کرد. آنها در حالی که هنوز در آلمان بودند دو دختر داشتند. نام دختران او «سیگرید» و «اوته» است.

## بازشناسی
محل کوچکی روی ماه بنام دبوس نام گذاری شده‌است. همچنین در پایگاه فضایی کندی، سالن ملاقات با بازدیدکنندگان به یاد بود کورت اچ دبوس، سالن دبوس نامیده می‌شود. در سال ۱۹۶۹ تصویر و نام کورت اچ دبوس به اسامی موجود در تالار مشاهیر فضایی اضافه شد. از سال ۱۹۹۰، باشگاه فضایی ملی فلوریدا، هر سال یک جایزه، بنام دبوس به افرادی که در ارتباط با خودروهای پرتاب، عملیات فضاپیماها، خدمات پشتیبانی زمینی، آموزش فضایی و غیره، سهم مؤثری داشته‌اند؛ اهداکرده است.